# Кантон Апенцел Аусероден
Кантон Апенцел Аусероден или Кантон Спољашњи Апенцел (скраћеница AR) је кантон у североисточном делу Швајцарске. Главни град и највеће насеље кантона је град Херисау. Судско средиште кантона је градић Троген.

## Природне одлике
Кантон Апенцел Аусероден се граничи са кантонима Апенцел Инероден и Сент Гален. Највиши врх је на 2.502 метара. Кантон је махом брдско-планински и смештен је у области Апенцелских Алпа. Површина кантона је 243 km², и по томе је један од најмањих кантона у држави.

## Историја
Подручје данашњег кантона је први пут припојено Швајцарској конфедерацији давне 1513. г. Тада су Апенцел Инероден и Апенцел Аусероден чинили јединствени Кантон Апенцел, али су се они раздвојили 1597. г. из верских разлога. Док је у Апенцел Инероден био наклоњен римокатоличанству, дотле је Апенцел Аусероден био наклоњен протестантизму.

## Окрузи
1. Мителанд - седиште Троген,
2. Фордерланд - седиште Хајден,
3. Хинтерланд - седиште Херисау.

## Становништво и насеља
Кантон Апенцел Аусероден је имао 54.254 становника 2008. г.
У кантону Апенцел Аусероден се говори немачки језик, који је и једини званични. Становништво је углавном протестантско (51%) са значајном римокатоличком мањином (31%).
Највећа насеља су:
- Херисау, 15.000 ст. - главни град кантона
- Теуфен, 6.000 становника.
- Хајден, 5.000 становника.

## Привреда
Кантон Апенцел Аусероден је првенствено пољопривредно подручје са нагласком на сточарство и прехрамбену индустрију.

## Галерија слика
- Главни град кантона, Херисау
- Апенцелски Алпи у кантону
- Планинска железница
- Типично планинско село у кантону